# Saint-Cyr-la-Rivière
Saint-Cyr-la-Rivière é uma comuna francesa na região administrativa da Ilha-de-França, no departamento de Essonne. Estende-se por uma área de 8,81 km². Em 2010 a comuna tinha 526 habitantes (densidade: 59,7 hab./km²).